# Riebeckit
Riebeckit är en bergartsbildande mineral. Den är en natriumrik medlem av amfibolgruppen av silikatmineraler, med den kemiska formeln Na2(Fe2+3Fe3+2)Si8O22(OH)2. och bildar en solid lösningsserie med magnesioriebeckit. Den kristalliserar i det monokliniska systemet, vanligtvis som långa prismatiska kristaller som visar ett diamantformat tvärsnitt, men också i fibrösa, bladformade, nålformade, kolumnära och utstrålande former. Dess Mohs-hårdhet är 5,0–6,0, och dess specifika vikt är 3,0–3,4. Spaltning är perfekt, två riktningar i form av en diamant; brottet är ojämnt, sprickigt. Den är ofta genomskinlig till nästan ogenomskinlig. Färgen kan vara gråblå, mörkblå eller blåsvart. 

## Namn och upptäckt
Riebeckit beskrevs första gången 1888 genom ett fynd på ön Socotra, Aden (guvernement), Jemen, och uppkallad efter den tyske upptäcktsresanden Emil Riebeck (1853–1885).
Mineralet är också känt som krokidolit.:50

## Förekomst
Man kan hitta den som fibrösa aggregat eller prismatiska kristaller med monoklina kristallsystem. Man kan finna den i alkalina graniter och syeniter, pegmatiter samt i vissa skiffrar. En variant av riebeckit, som är en sorts asbest kallac krokidolit (blå asbest), kan bli till genom att järnrika sediment genomgår metamorfos. Den förekommer tillsammans med aegirin, nefelin, albit, arfvedsonit i magmatiska bergarter; med tremolit, ferroaktinolit i metamorfa bergarter; och med grunerit, magnetit, hematit, stilpnomelan, ankerit, siderit, kalcit, kalcedonkvarts i järnformationer.

## Riebeckitgranit
Riebeckitgraniten känd som ailsit, som finns på ön Ailsa Craig i västra Skottland, är uppskattad för sin användning vid tillverkning av curlingstenar.

## Krokidolit (fibrös riebeckit)

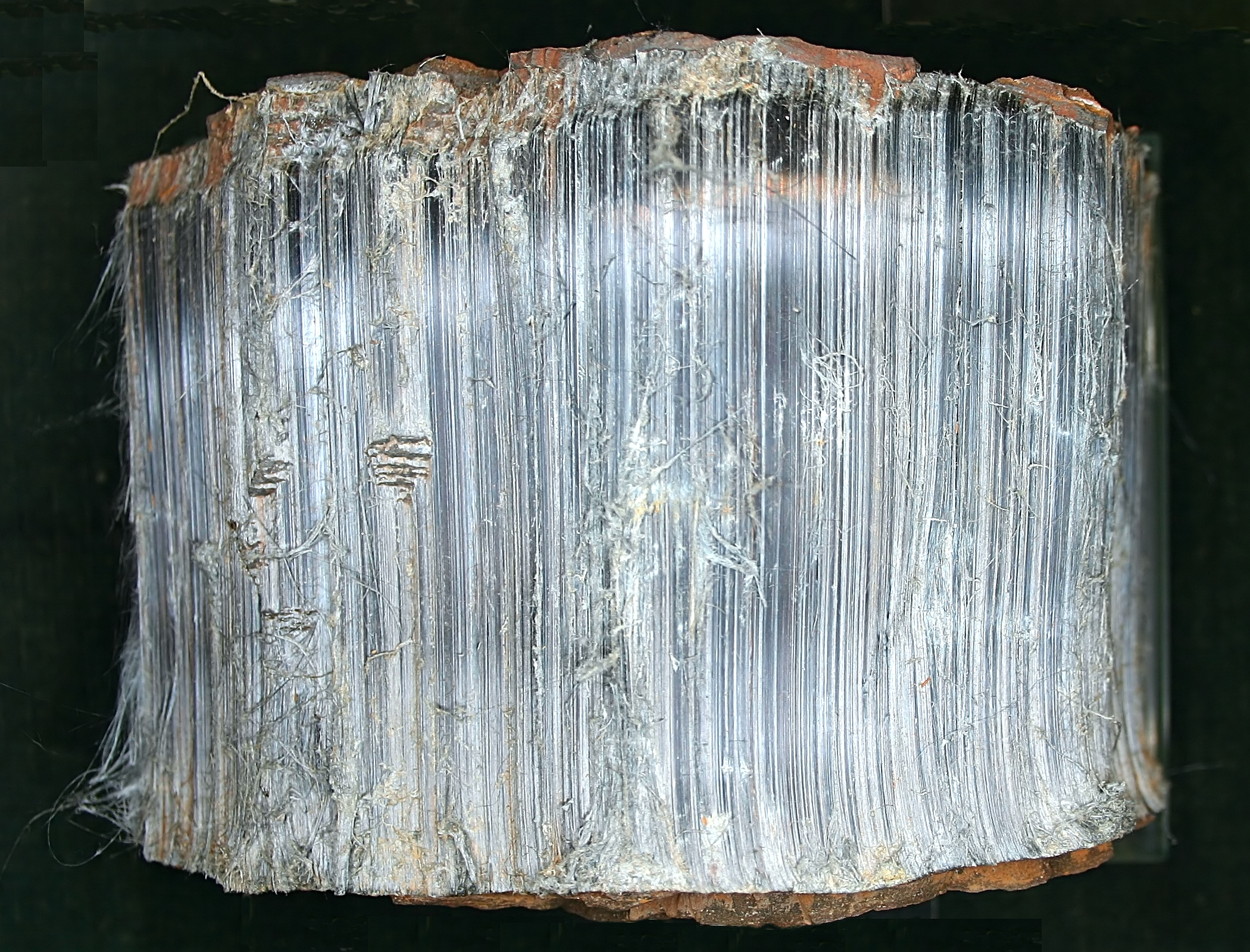
Krocidolit, variant av riebeckit, från Pomfretgruvan, Vryburg, Sydafrika

De fibrösa formerna av riebeckit är kända som krokidolit och är en av de sex erkända typerna av asbest. Ofta kallad blå asbest anses den vara den farligaste. Sambandet mellan blå asbest och mesoteliom etablerades av J. C. Wagner, C. A. Sleggs och P. Marchand 1960.
Krokidolitasbest bröts i Sydafrika, Bolivia och Wittenoom, västra Australien. Boliviansk krocidolit användes i cirka 13 miljarder Kent Micronite cigarettfilter, tillverkade från mars 1952 till åtminstone maj 1956 av Lorillard Tobacco Company (nu en del av R. J. Reynolds Tobacco Company). Blå asbest användes också med liknande effekt, och risk, i tidiga gasmasker.